# Barroso (1865)

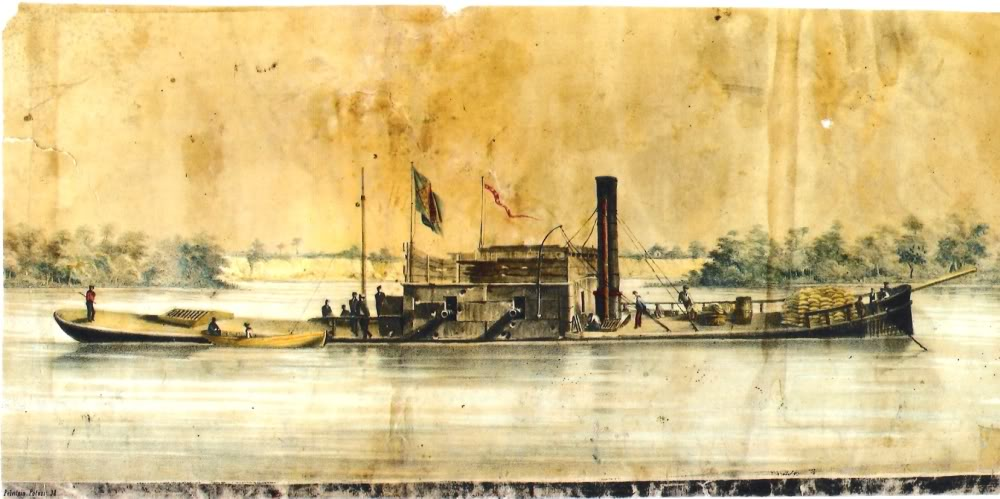
Броненосець "Баррозо" на картині Адольфа Месфеселя (Adolf Methfessel), написаній близько 1870-го.

Barroso - броньований канонерський човен, побудований для ВМС Бразилії під час Війни Потрійного Альянсу в середині 1860-х років.  

## Конструкція і опис
Barroso був сконструйований аби забезпечити потребу флоту Бразилії у невеликому, простому в обслуговуванні броненосцеві з невеликою осадкою, спроможному витримувати потужний обстріл. Він мав центральну батарею. Корабель було оснащено бронзовим тараном довжиною 1,8 метра. Корпус був покритий латунню Мунца - аби сповільнити його обростання живими організмами у тропічних водах. Для морських переходів надводний борт корабля можна було збільшити до 1,7 метрів завдяки зйомним хвилевідбійникам висотою 1,1 метр. Для операцій на ріках ці хвилевідбійники та щогли зазвичай знімалися .

### Озброєння
Barroso був озброєний однією 120-ти фунтовою дульнозарядною нарізною гарматою Вітворта, двома аналогічними 70-ти фунтовими гарматами, двома 68 фунтовими і двома 12 фунтовими гладкоствольними гарматами у казематі. Аби зменшити імовірність ураження екіпажу осколками через гарматні порти, їх зробили мінімальними за розмірами. У результаті сектор обстрілу кожної гармати був лише 24°. Квадратний 9,8 метровий каземат мав по два гарматних порти з кожного із чотирьох боків. 

### Броня
Корпус "Баррозу" був виготовлений з трьох шарів деревини, кожен 8 дюймів завтовшки.   Корабель мав повний броньовий пояс вздовж ватерлінії з кованого заліза висотою 152 міліметри, товщина якого змінювалась від 102 міліметри у центрі до 51 на конечностях корабля.  Вигнута палуба, як і дах каземата, були захищені бронею товщиною 12,7 міліметрів Каземат захищали 102 міліметри броні з усіх чотирьох сторін, накладеної на 24 дюйми твердої деревини пероби (Aspidosperma polyneuron). 

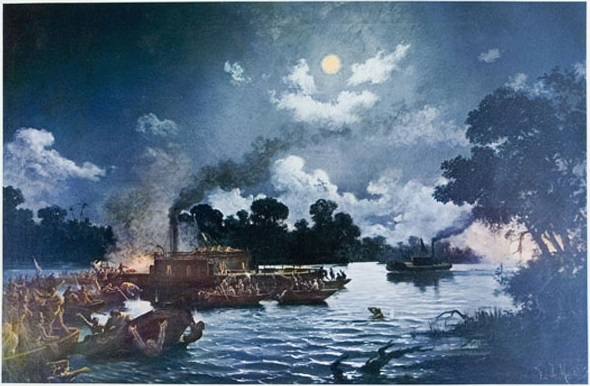
Спроба парагвайців захопити броненосець «Баррозо» та монітор «Ріо Гранде» та Картина Едуардо де Мартіно

Barroso був закладений в Арсеналі де Марінья да Корте в Ріо-де-Жанейро 8 грудня 1866 року під час Парагвайської війни, в якій Аргентина та Бразилія стали союзниками проти Парагваю. Він був спущений на воду 4 грудня 1867 року, а завершений у червні 1867 року.  26–28 березня 1866  обстрілював парагвайські укріплення у Курупайті. У ході обстрілу корабель був вражений ворожими снарядами 20 раз, проте не зазнав серйозних ушкоджень. Корабель обстрілював форт в Курузу, розташований нижче за течією від Курупайти 1 вересня Разом з броненосцями Rio de Janeiro, Brasil, Tamandaré, Lima Barros  та монітор Bahia. Кораблі обстрілювали Курупайту знову 4 вересня і Barroso зазнав ще чотирьох влучань. 22 вересня армія союзників спробувала штурмувати укріплення Курупайти, за вогневої підтримки бразильських броненосців, проте були відбиті з великими втратами. Між 24 та 29 грудням Barroso, Tamandaré, Brasil, та 11 канонерських човнів знову обстрілювали форт в Курузу.
Бразильці прорвалися через річкові загородження при Курупайті  вдень 15 серпня 1867. У прориві взяв участь Barroso, Tamanadaré та вісім інших броненосців. Кораблі зазнали 256 влучань, проте не були серйозно ушкоджені, лише 10 членів їх екіпажів були вбиті, а 22 поранені. Вони повторили операцію знову 9 вересня. 19 лютого 1868 шість бразильських броненосців включаючи Barroso, прорвалися повз Умаїту вночі. Три річкові монітори типу «Пара» Pará, Alagoas та Rio Grande були прив'язані до більших броненосців на випадок. якщо двигун якогось з кораблів вийде з ладу через обстріл парагвайської артилерії.   Barroso разом з Rio Grande очолив прорив. Barroso продовжив рух вгору за течією з іншими кораблями, які не зазнали серйозних ушкоджень під час прориву. Вони обстріляли Асунсьйон 24 лютого. 23 березня Rio Grande та Barroso потопили пароплав Igurey, крім того, їх спробували взяти на абордаж  парагвайськими солдатами пізно ввечері 9 липня, але кораблі відбили напад.
Після війни корабель служив у флотилії Мату Гроссо і був виведений з експлуатації в 1882 році. Однак "Баррозу"  утилізували аж 1937 року. 